# Abu Alcatar Alhuçame ibne Dirar Alcalbi
Abu Alcatar Alhuçame ibne Dirar Alcalbi (em árabe: أبو الخطار الحسام بن ضرار الكلبي‎; romaniz.: Abu'l-Khattar al-Husam ibn Darar al-Kalbi) foi uale do Alandalus de 742 a 743.